# Kanton Anglet-Nord
Der Kanton Anglet-Nord war von 1973 bis 2015 ein französischer Wahlkreis im Arrondissement Bayonne im Département Pyrénées-Atlantiques in der Region Aquitanien.

## Geografie
Der Kanton grenzte im Norden an den Kanton Saint-Martin-de-Seignanx im Arrondissement Dax im Département Landes, im Osten an die Kantone Bayonne-Nord und Bayonne-Ouest, im Süden an den Kanton Anglet-Sud und im Westen an den Kanton Biarritz-Est sowie an den Atlantik (Golf von Biskaya).

## Gemeinden
Der Kanton umfasst einen Teil der Gemeinde Anglet (15.811 Einwohner). Anglet war in zwei Kantone geteilt, hier handelte es sich um den weniger bevölkerungsreichen Teil der Stadt.